# Colesevelam
Colesevelamul este un medicament hipolipemiant, o rășină schimbătoare de ioni ce fixează acizii biliari, fiind utilizat în tratamentul anumitor tipuri de dislipidemii. Calea de administrare disponibilă este cea orală.

## Utilizări medicale
Colesevelam este utilizat în asociere cu un inhibitor de HMG-CoA reductază (cu o statină) ca tratament asociat dietei, la pacienții cu hipercolesterolemie primară. Se mai poate utiliza în asociere cu ezetimib. Poate asigura și controlul glicemiei.

## Reacții adverse
Principalele efecte adverse asociate tratamentului cu colesevelam sunt: flatulența și constipația.

## Farmacologie
Colesevelamul se fixează de acizii biliari, inclusiv de acidul glicocolic, formând complexe insolubile. Aceste complexe fac ca acizii biliari să fie eliminați prin fecale, deoarece în mod normal ei s-ar absorbi de la nivelul tractului intestinal și s-ar întoarce în ficat pe calea circulației enterohepatice (inhibă reabsorbția lor).